# Seconde quantification
La seconde quantification, aussi appelée quantification canonique, est une méthode de quantification des champs introduite par Dirac en 1927 pour l'électrodynamique quantique. Elle consiste à partir d'un champ classique tel que le champ électromagnétique, à le considérer comme un système physique et à remplacer les grandeurs classiques (E, B) décrivant l'état du champ par un état quantique et des observables de la physique quantique. On aboutit naturellement à la conclusion que l'énergie du champ est quantifiée, chaque quantum représentant une particule.
La seconde quantification a été baptisée ainsi par Fock et Jordan par la suite,. La seconde quantification fait explicitement intervenir les opérateurs {\displaystyle {\hat {a}}_{\vec {k}}} et {\displaystyle {\hat {a}}_{\vec {k}}^{\dagger }}, qui permettent respectivement de détruire et de créer un quantum d'énergie.

## Exemple du champ scalaire réel
Pour simplifier les notations, on s'intéresse dans un premier temps à un champ scalaire réel. On pourrait par exemple penser au champ de pression P(r,t) dans un gaz, mais ce champ n'est pas fondamental, puisqu'il suppose l'existence d'autres particules et ne peut exister dans le vide. Le seul champ étudié en physique classique qui puisse se propager dans le vide est le champ électromagnétique, lequel est un champ tensoriel. On peut cependant construire un champ scalaire se propageant dans le vide en considérant la fonction d'onde d'une particule relativiste comme un champ.

### Première quantification
L'équation relativiste donnant l'énergie {\displaystyle E} de la particule de masse {\displaystyle m} et de charge électrique nulle en fonction de sa quantité de mouvement {\displaystyle {\vec {p}}} s'écrit :
| {\displaystyle E^{2}\ =\ p^{2}\,c^{2}\ +\ m^{2}\,c^{4}} |

En appliquant une première fois les règles de la quantification canonique issues de la mécanique quantique, on obtient l'équation de Klein-Gordon pour la fonction d'onde {\displaystyle \Phi ({\vec {r}},t)} :
| {\displaystyle -\ \hbar ^{2}\ {\frac {{\partial }^{2}\Phi ({\vec {r}},t)}{{\partial }t^{2}}}\ =\ -\ \hbar ^{2}\,c^{2}\ \Delta \ \Phi ({\vec {r}},t)\ +\ m^{2}\,c^{4}\ \Phi ({\vec {r}},t)} |

Cette équation se réécrit sous la forme suivante :
| {\displaystyle \left(\ \Box \ +\ {\frac {m^{2}\,c^{2}}{\hbar ^{2}}}\ \right)\ \Phi ({\vec {r}},t)\ =\ 0} |

où {\displaystyle \Box } représente l'opérateur d'alembertien :
| {\displaystyle \Box \ =\ {\frac {1}{c^{2}}}\ {\frac {{\partial }^{2}~~}{{\partial }t^{2}}}\ -\ \Delta .} |

Si l'on a considéré jusqu'à présent que {\displaystyle \Phi } était la fonction d'onde de la particule, on peut également la considérer comme un champ scalaire réel se propageant dans le vide, l'équation de Klein-Gordon étant son équation de propagation.

### Développement de Fourier
Supposons pour simplifier que la particule soit confinée dans une grande boîte de volume {\displaystyle V} fini. Le champ scalaire {\displaystyle \Phi ({\vec {r}},t)} admet alors un développement en série de Fourier. Notons :
- {\displaystyle \omega } la variable conjuguée au temps {\displaystyle t} : {\displaystyle \omega } est la pulsation.
- {\displaystyle {\vec {k}}} le vecteur conjugué à la position {\displaystyle {\vec {r}}} : {\displaystyle {\vec {k}}} est le vecteur d'onde.

Les modes propres sont les exponentielles :
| {\displaystyle f({\vec {r}},t)\ =\ f_{0}\ \mathrm {e} ^{-\,\mathrm {i} \,\omega t\,+\,\mathrm {i} \,{\vec {k}}\cdot {\vec {r}}}} |

qui vérifient l'équation de Klein-Gordon :
| {\displaystyle \left(\ \Box \ +\ {\frac {m^{2}\,c^{2}}{\hbar ^{2}}}\ \right)\,f({\vec {r}},t)\ =\ 0\quad \Longrightarrow \quad \left(\ -\ {\frac {\omega ^{2}}{c^{2}}}\,+\,k^{2}\,+\,{\frac {m^{2}\,c^{2}}{\hbar ^{2}}}\ \right)\,f({\vec {r}},t)\ =\ 0} |

On doit donc avoir la relation de dispersion :
| {\displaystyle {\frac {\omega ^{2}}{c^{2}}}\ =\ k^{2}\,+\,{\frac {m^{2}\,c^{2}}{\hbar ^{2}}}} |

Donc, si l'on se donne un vecteur d'onde {\displaystyle {\vec {k}}}, il lui correspond deux modes propres de pulsations respectives :
| {\displaystyle \omega _{\pm }(k)\ =\ \pm \ {\sqrt {\ c^{2}\,k^{2}\,+\,{\frac {m^{2}\,c^{4}}{\hbar ^{2}}}\ }}} |

Le développement en série de Fourier du champ scalaire {\displaystyle \Phi ({\vec {r}},t)} peut donc s'écrire comme une somme sur tous les vecteurs d'ondes possibles :
| {\displaystyle \Phi \left({\vec {r}},t\right)=\sum _{\vec {k}}\left[A_{+}({\vec {k}})\mathrm {e} ^{-\mathrm {i} \omega _{+}({\vec {k}})t}+A_{-}({\vec {k}})\mathrm {e} ^{-\mathrm {i} \omega _{-}({\vec {k}})t}\right]\mathrm {e} ^{\mathrm {i} {\vec {k}}.{\vec {r}}}+c.c.,} |

où {\displaystyle c.c.} désigne le complexe conjugué.

### Seconde quantification
La procédure de seconde quantification consiste à remplacer les coefficients complexes des modes de Fourier du développement du champ scalaire par des opérateurs abstraits :
- {\displaystyle {\hat {a}}_{\vec {k}}}, appelé opérateur d'annihilation d'un quantum d'impulsion {\displaystyle \hbar {\vec {k}}}.
- {\displaystyle {\hat {a}}_{\vec {k}}^{\dagger }}, appelé opérateur de création d'un quantum d'impulsion {\displaystyle \hbar {\vec {k}}}.

Ces opérateurs obéissent par définition à la règle de commutation canonique :
| {\displaystyle \left[\ {\hat {a}}_{\vec {k'}},\ {\hat {a}}_{\vec {k}}^{\dagger }\ \right]\ =\ \delta _{{\vec {k}},{\vec {k'}}}\ {\hat {1}}.} |

Le champ scalaire de spin zéro est donc un champ bosonique.
Le formalisme de seconde quantification est intimement relié à la théorie du problème à N corps. Si on considère un ensemble de N systèmes quantiques (tels que des atomes ou des particules), chacun de ces systèmes possède un spectre d'énergie, c'est-à-dire que chacun de ces systèmes peut se trouver dans un certain état quantique d'énergie donnée. La théorie quantique du problème à N corps travaille dans un espace vectoriel :
{\displaystyle H^{N}={\mathcal {H}}\bigotimes ...\bigotimes {\mathcal {H}}}
qui est un espace de Hilbert égal au produit tensoriel de N espaces de Hilbert, chacun de ces espaces caractérisant un des N systèmes quantiques. Si on suppose que le système tout entier est caractérisé par le fait que la particule étiquetée i se trouve actuellement dans l'état quantique de niveau d'énergie {\displaystyle n_{i}} , alors l'ensemble du système peut être représenté par l'état quantique :
{\displaystyle |n_{1},n_{2},n_{3},...\rangle =\prod _{i}{\frac {1}{(n_{i}!)^{\tfrac {1}{2}}}}(a_{i}^{\dagger })^{\alpha }|0\rangle } avec {\displaystyle \alpha =n_{i}} 
où {\displaystyle |0\rangle } représente l'état fondamental du système (cet état est aussi appelé l'état du vide , dans le contexte du problème à N corps) Le formalisme de seconde quantification implique donc que si on applique plusieurs fois l'opérateur de création sur l'état fondamental {\displaystyle |0\rangle } du système, on obtient finalement un état excité dans lequel chaque corps (donc chacun des N sous-systèmes individuels) se trouvera dans l'état d'énergie {\displaystyle n_{i}} correspondant.

### Applications de la seconde quantification
Si on considère comme système de N corps un ensemble d'électrons situés à l'intérieur d'un réseau cristallin, le formalisme de seconde quantification permet d'écrire, de manière claire, l'hamiltonien décrivant ce système. Cet hamiltonien peut ainsi s'écrire :
{\displaystyle {\hat {H}}={\hat {H_{0}}}+{\hat {V_{e}}}} , où :
{\displaystyle {\hat {H_{0}}}=\int d^{d}ra_{\sigma }^{\dagger }({\overrightarrow {r}})\left[{\frac {{\hat {\overrightarrow {p}}}^{2}}{2m}}+V({\overrightarrow {r}})\right]a_{\sigma }({\overrightarrow {r}})} est l'hamiltonien qui décrit les électrons (en supposant qu'ils sont libres, donc en ne tenant pas compte des interactions entre électrons)
{\displaystyle {\hat {V}}_{e}={\frac {1}{2}}\int d^{d}r\int d^{d}r'V_{e}({\overrightarrow {r}}-{\overrightarrow {r'}})a_{\sigma }^{\dagger }({\overrightarrow {r}})a_{\delta }^{\dagger }({\overrightarrow {r'}})a_{\delta }({\overrightarrow {r'}})a_{\sigma }({\overrightarrow {r}})} est le terme qui décrit l'interaction coulombienne entre deux électrons (situés respectivement en positions {\displaystyle {\overrightarrow {r}}} et {\displaystyle {\overrightarrow {r'}}}) , et {\displaystyle \sigma } est la polarisation du spin d'un électron, {\displaystyle \delta } est la polarisation de spin de l'électron avec lequel interagit le premier électron, et le terme {\displaystyle V({\overrightarrow {r}})} est l'énergie potentielle due au réseau cristallin.